# Bengt Fries
Bengt Fredrik Fries (født 24. august 1799 i Hellestad i Skåne, død 7. april 1839 i Stockholm) var en svensk zoolog.
Hans forældre døde, medens han var barn, og da hans formynder ønskede, at han skulde vælge det juridiske embedsstudium, fulgte han mod sin tilbøjelighed dette råd. Hans interesse for naturvidenskaberne lod sig dog ikke kue, og han afbrød sit påbegyndte studium for at hellige sit liv til sit yndlingsfag. Efter at have studeret i Lund blev han 1824 docent i zoologi og 1828 tillige i anatomi ved det derværende universitet. I 1831 blev han ansat som intendent ved det zoologiske rigsmuseum i Stockholm.
Han beskæftigede sig fortrinsvis med ichthyologiske undersøgelser og udgav således 1836—38 i forbindelse med Carl Ulric Ekström og Carl J. Sundevall pragtværket Skandinaviens fiskar med tegninger af Wilhelm von Wright (2. oplag ved Fredrik Adam Smitt 1892—95). Hans interesser var i øvrigt meget alsidige, og såvel inden for ornitologiens og entomologiens som de lavere havdyrs område har han leveret adskillige arbejder.